# Чаґатай

Ханат Чаґатая та їх сусіди в другій половині XIII ст.

Чаґатай або Чегодай (також Tschagatai, монг. Цагадай хан, бл. 1185 — 1242) — монгольський хан, другий син Чингісхана та Борте, за переказом хранитель Яси. Був найбільшим авторитетом у питаннях, пов'язаних із законами та звичаями. Брав участь у завойовницьких походах у Туркестан та Середню Азію у 1219/1221 роках.
Після смерті Чингісхана, при розподілі земель між спадкоємцями, Чаґатай отримав землі Ілі та Чу. Він назвав свої землі Монгулістаном. Пізніше їх називали Чаґатай-ханат.
Як і у всіх монгольських правителів, у Чагатая була ставка (орду) для зими і для літа. Обидві вони знаходилися в долині річки Ілі.
Мав синів Байдара і Кайдана.